# Código Procesal Civil de Honduras de 2007
El Código Procesal Civil de Honduras de 2007.  Es el Código que se usa actualmente en los tribunales de materia civil en la república de Honduras.

## Antecedentes históricos
El 8 de febrero de 1906 el Poder Ejecutivo que administraba el Presidente el General Manuel Bonilla emitió el Código de Procedimientos, mismo que fue conocido como Código de Procedimientos Comunes, ya que era aplicable tanto para materia penal, civil y especial. Los trámites en los Juzgados de Letras, tanto de lo Penal, como de lo Civil y Contencioso administrativo, se redactaban en papel sellado, luego mediante ley se derogó el uso de este papel sellado por el papel simple del tamaño oficio; dicho trámites judiciales se consideraban ambiguos y dilatorios, por lo que en 2004 se proyectó la creación de un nuevo código procesal civil y con trámites orales y públicos, como los que se estaban realizando desde 2002 con el Código Procesal Penal de Honduras de 1999 y para demostrar que “Honduras es un estado de derecho, soberano y constituido república libre, democrática e independiente para asegurar a sus habitantes el goce de la justicia, la libertad, la cultura y el bienestar económico y social”.
El nuevo Código Procesal Civil de 2007 se emitió mediante Decreto No. 211-2006 por el Soberano Congreso Nacional de Honduras y publicado en el Diario oficial La Gaceta (Honduras) No. 31,313 el día sábado fecha 26 de mayo de 2007. Entró en vigencia veinticuatro meses después de su publicación, es decir el 26 de mayo de 2009, quedando parcialmente derogado el Código de Procedimientos de Honduras de 1906. De este último quedaron vigentes las disposiciones de la jurisdicción voluntaria, o no contenciosa.

## Contenido del Código
Lo componen Seis libros y 932 artículos.
- Título Preliminar
  - Principios
- Libro Primero: Disposiciones Generales
  - Título Primero: Jurisdicción y Competencia
  - Título Segundo: Abstención y Recusación
  - Título Tercero: Las Partes
  - Título Cuarto: Acumulación
  - Título Quinto: Actos Procesales
- Libro Segundo: Prueba
  - Título Primero: Normas Generales
  - Título Segundo: Medios de Prueba
- Libro Tercero. Medidas Cautelares
  - Título Primero: Normas Generales
  - Título Segundo: Clases de Medidas Cautelares
  - Título Tercero: Procedimiento para la Adopción de Medidas Cautelares
  - Título Cuarto: Modificación y Revocación
- Libro Cuarto: Los Procesos Declarativos
  - Título Primero: Normas Comunes a Todos los Procesos
  - Título Segundo: El Proceso Ordinario
  - Título Tercero: El Proceso Abreviado
  - Título Cuarto: Procesos No Dispositivos
  - Título Quinto: El Proceso Monitorio
  - Título Sexto: Tutela Sumaria
- Libro Quinto: Los Medios de Impugnación
  - Título Primero. Disposiciones Generales
  - Título Segundo: Recurso de Reposición
  - Título Tercero: Recursos Devolutivos
  - Título Cuarto: Audiencia al Rebelde
- Libro Sexto: Ejecución Forzosa
  - Título Primero. Disposiciones Generales
  - Título Segundo: Ejecución de Títulos Judiciales (Vía de Apremio)
  - Título Tercero: Ejecución Provisional
  - Título Cuarto: Ejecución de Títulos Extrajudiciales
  - Título Quinto: Ejecución por Cantidad de Dinero
  - Título Sexto: Ejecución de Hacer, No Hacer y Dar Cosa Determinada
  - Título Séptimo: Ejecuciones Hipotecarias y Prendarias
- Disposiciones Transitorias
- Disposición Derogatoria
- Disposiciones Adicionales
- Disposiciones Finales[2]